# Dni Transportu Publicznego

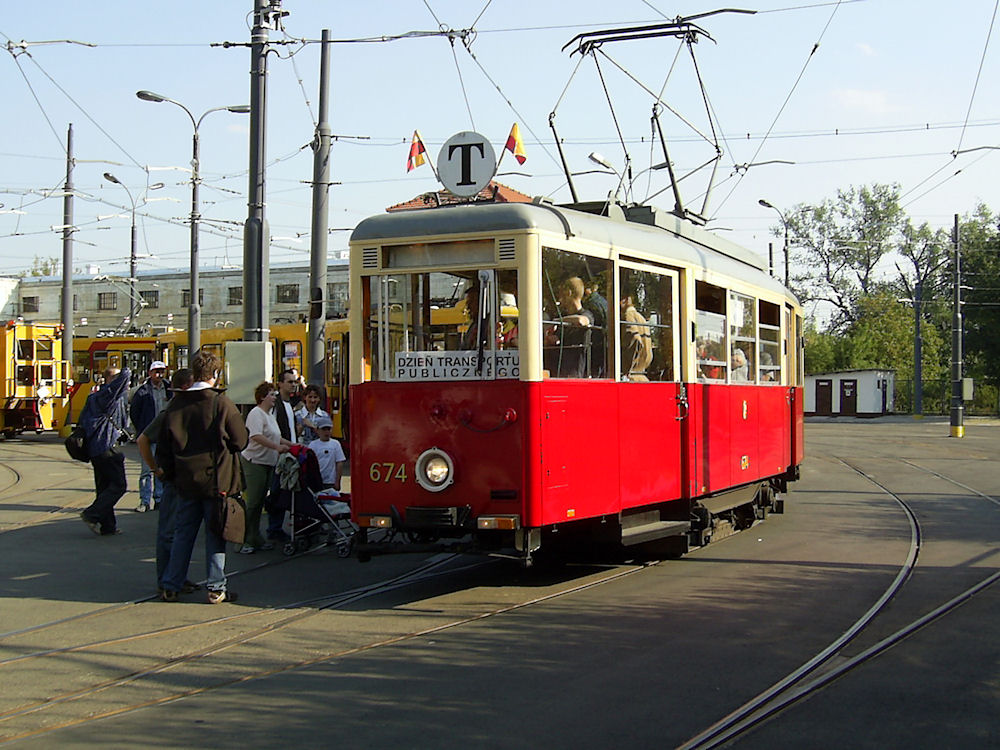
DTP 2005 na terenie zajezdni tramwajowej Praga

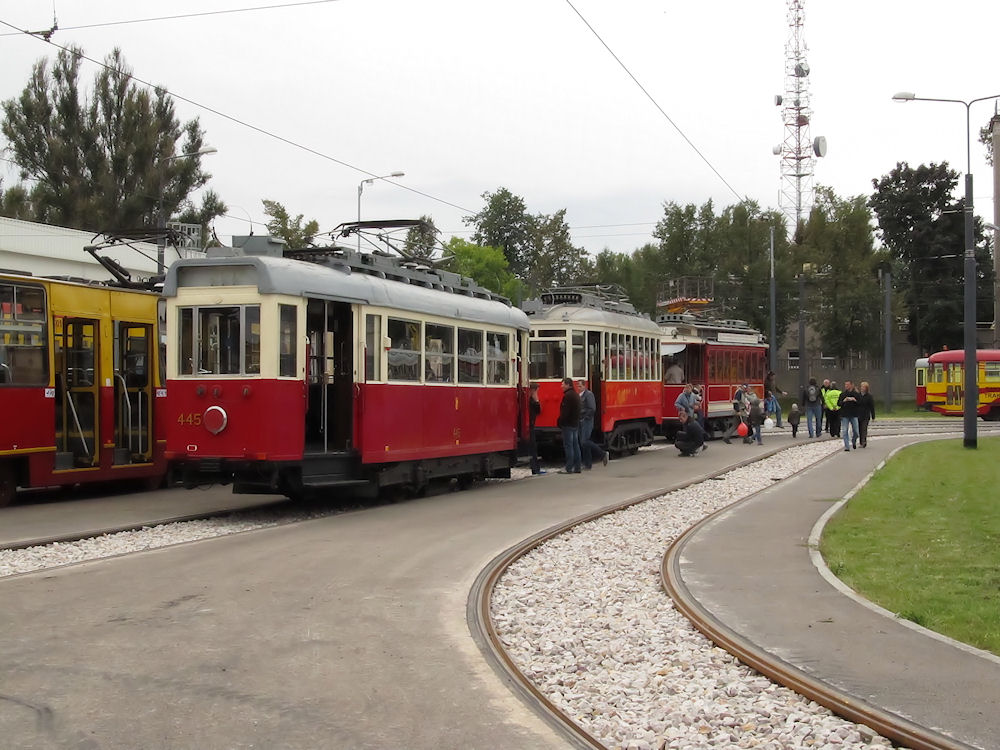
DTP 2012 na terenie zajezdni tramwajowej Żoliborz

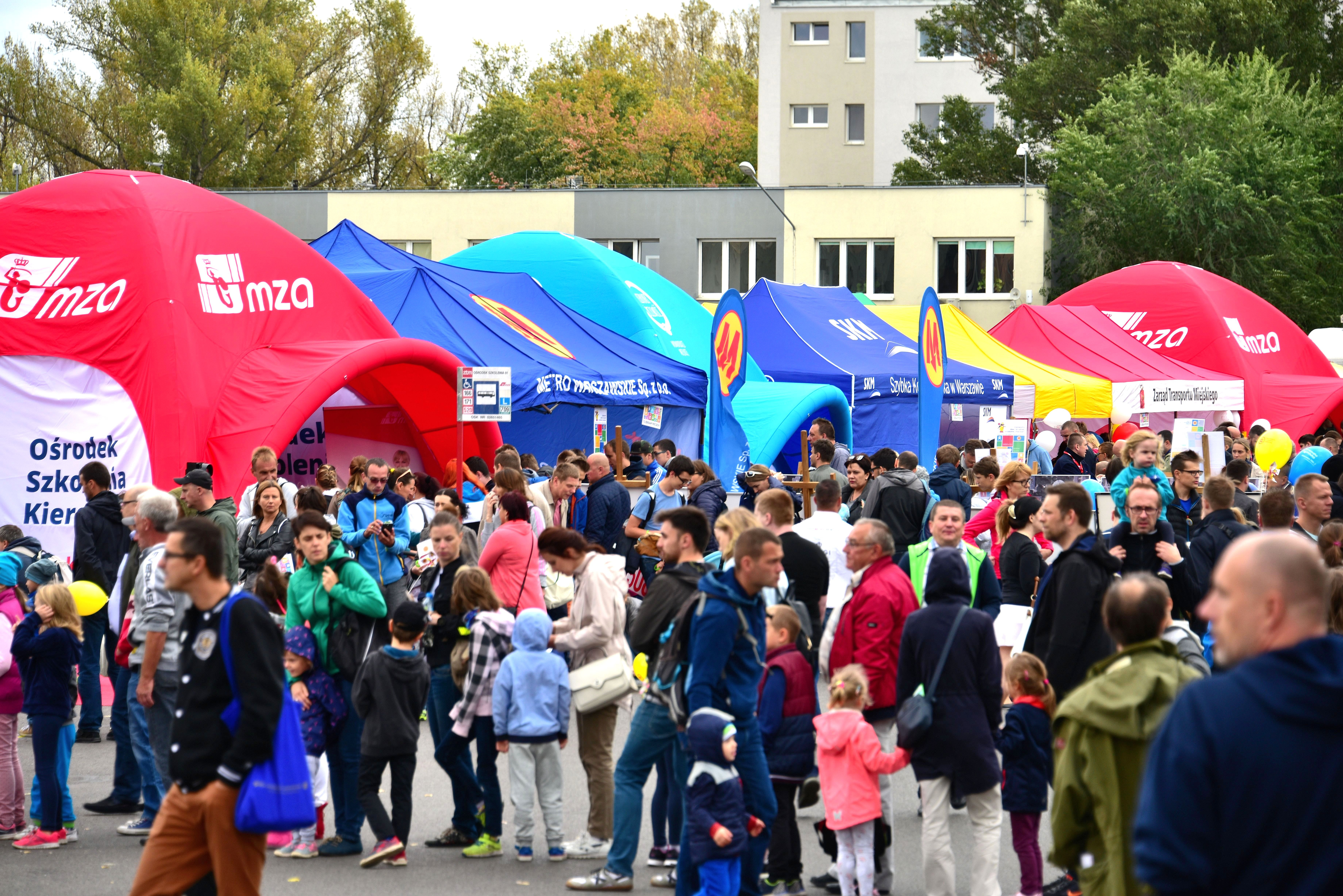
DTP 2018 na terenie zajezdni autobusowej R3-Ostrobramska

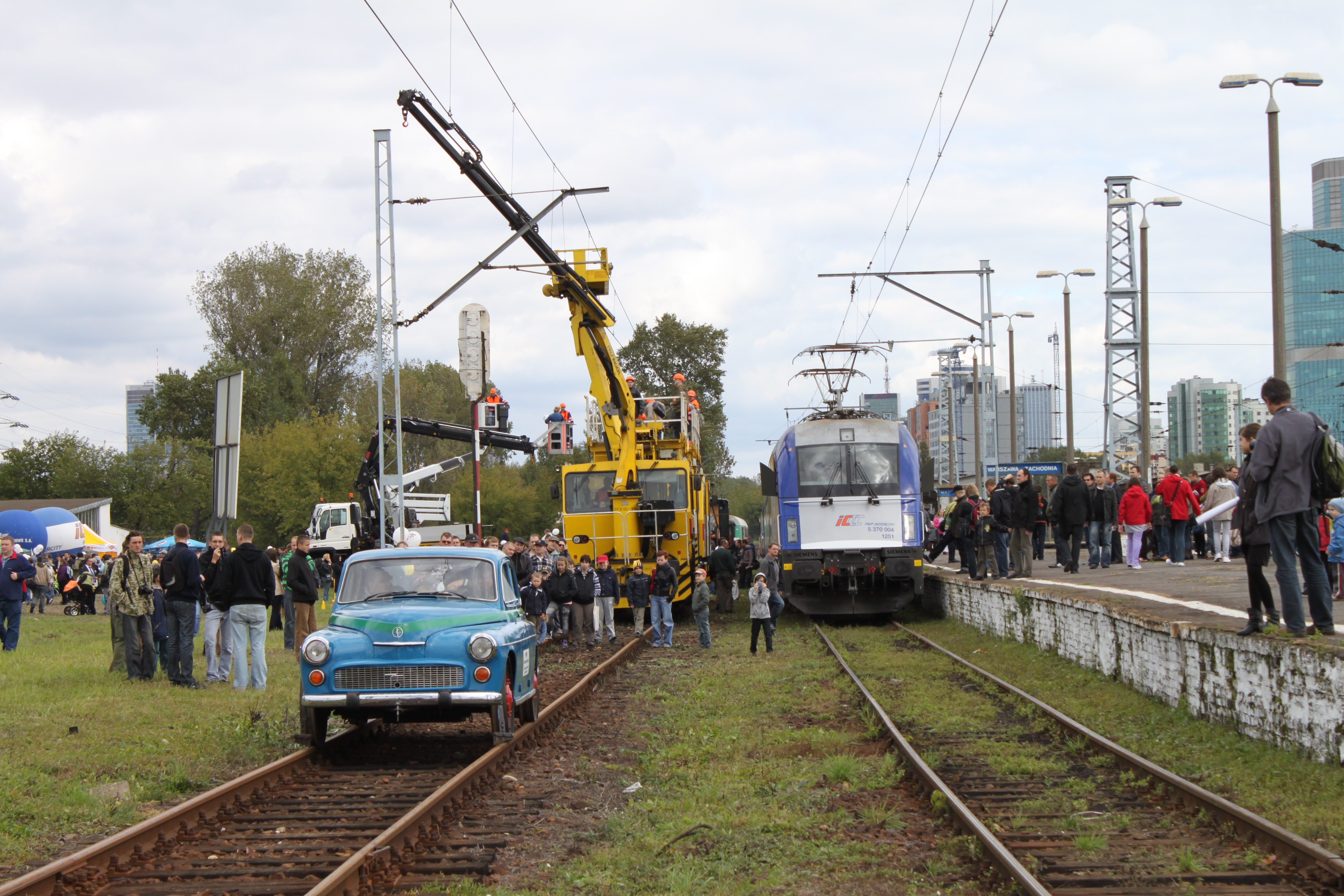
DTP 2010 na dworcu Warszawa Zachodnia

Dni Transportu Publicznego – impreza odbywająca się w Warszawie od 2002 roku, której celem jest promocja transportu publicznego.

## Opis
Impreza organizowana jest m.in. przez Klub Miłośników Komunikacji Miejskiej, Miejskie Zakłady Autobusowe, ZTM, Tramwaje Warszawskie, Metro Warszawskie, Szybką Kolej Miejską i Stowarzyszenie Sympatyków Komunikacji Szynowej. Impreza odbywa się we wrześniowy weekend sąsiadujący z 22 września, czyli Europejskim Dniem bez Samochodu. Podczas pierwszego dnia prezentowane są historyczne oraz współczesne tramwaje i autobusy. Udostępniane są również do zwiedzania zajezdnia autobusowa i tramwajowa oraz Stacja Techniczno-Postojowa Kabaty. Drugiego dnia organizowane są wycieczki związane z tematyka kolejową oraz impreza stacjonarna, do 2008 roku na stacji Warszawa Gdańska, a od 2009 na stacji Warszawa Zachodnia.
W latach 2002–2017 za pierwszy dzień odpowiedzialny był Klub Miłośników Komunikacji Miejskiej, a za drugi – Stowarzyszenie Sympatyków Komunikacji Szynowej.
W latach 2002–2008 i od 2012 roku główne atrakcje organizowane są na terenie Miejskich Zakłady Autobusowych i Tramwajów Warszawskich. W latach 2009–2011 Zarząd Transportu Miejskiego organizował DTP na terenie Węzła Komunikacyjnego Młociny.

## Miejsce organizacji Dni Transportu Publicznego (dzień miejski)
2002 (22 września) – Zajezdnia tramwajowa Wola
2003 (20 września) – Zajezdnia tramwajowa Mokotów, zajezdnia autobusowa Woronicza
2004 (18 września) – Zajezdnia tramwajowa Wola, Zakład Energetyki Trakcyjnej i Torów, zajezdnia autobusowa Stalowa
2005 (24 września) – Zajezdnia tramwajowa Praga, zajezdnia tramwajowa Mokotów, zajezdnia autobusowa Woronicza
2006 (23 września) – Zajezdnia tramwajowa Wola, Zakład Energetyki Trakcyjnej i Torów, zajezdnia autobusowa Ostrobramska
2007 (22 września) – Zajezdnia tramwajowa Mokotów, Zakład Energetyki Trakcyjnej i Torów, zajezdnia autobusowa Woronicza
2008 (20 września) – Zajezdnia tramwajowa Mokotów, zajezdnia autobusowa Woronicza
2009 (19 września) – Węzeł komunikacyjny Młociny
2010 (18 września) – Węzeł komunikacyjny Młociny
2011 (17 września) – Węzeł komunikacyjny Młociny
2012 (22 września) – Miejskie Zakłady Autobusowe, Oddział Remontów Taboru Włościańska, zajezdnia tramwajowa Żoliborz
2013 (21 września) – Miejskie Zakłady Autobusowe, Oddział Przewozów R1-Woronicza, zajezdnia tramwajowa Mokotów
2014 (20 września) – Miejskie Zakłady Autobusowe, Oddział Przewozów R3-Ostrobramska, zajezdnia tramwajowa Praga
2015 (19 września) – Miejskie Zakłady Autobusowe, Oddział Przewozów R1-Woronicza, plac Narutowicza
2016 (17 września) – Miejskie Zakłady Autobusowe, Oddział Przewozów R1-Woronicza, zajezdnia tramwajowa Mokotów
2017 (23 września) – Miejskie Zakłady Autobusowe, Oddział Przewozów R1-Woronicza, zajezdnia tramwajowa Mokotów
2018 (22 września) – część autobusowa: Oddział Przewozów R3-Ostrobramska, część tramwajowa: Zakład Eksploatacji Tramwajów R1-Wola i Zakład Energetyki Trakcyjnej i Torów (al. Prymasa Tysiąclecia 102)
2019 (21 września) – Zakład Energetyki Trakcyjnej i Torów, zajezdnia autobusowa Ostrobramska
2020 (20 września) – z powodu pandemii COVID-19 nie odbyła się impreza w tradycyjnej formie, w zamian zorganizowano paradę tramwajów.
2021 (18 września) – plac Defilad (wystawa autobusów), plac Narutowicza (wystawa tramwajów), zorganizowano również paradę tramwajów.
2022 - zajezdnia autobusowa Stalowa (17 września), zajezdnia tramwajowa Żoliborz (18 września, tylko dla osób posiadających wejściówki rozdawane dzień wcześniej).